# The Diving Board Tour
The Diving Board Tour – dwudziesta siódma solowa trasa koncertowa Eltona Johna, w jej trakcie odbyło się trzydzieści siedem koncertów.
1. 8 listopada 2013 – Bridgeport, Connecticut, USA – Webster Bank Arena
2. 9 listopada 2013 – Providence, Rhode Island, USA – Dunkin' Donuts Center
3. 12 listopada 2013 – Boston, Massachusetts, USA – TD Garden
4. 14 listopada 2013 – Waszyngton, USA – Verizon Center
5. 16 listopada 2013 – Atlanta, Georgia, USA – Phillips Arena
6. 18 listopada 2013 – Erie, Pensylwania, USA – Erie Insurance Arena
7. 22 listopada 2013 – St. Paul, Minnesota, USA – Xcel Energy Center
8. 23 listopada 2013 – Lincoln, Nebraska, USA – Pinnacle Bank Arena
9. 24 listopada 2013 – St. Louis, Missouri, USA – Chaifetz Arena
10. 27 listopada 2013 – Filadelfia, Pensylwania, USA – Wells Fargo Center
11. 29 listopada 2013 – Detroit, Michigan, USA – Joe Louis Arena
12. 30 listopada 2013 – Rosemont, Illinois, USA – Allstate Arena
13. 3 grudnia 2013 – Nowy Jork, Nowy Jork, USA – Madison Square Garden
14. 4 grudnia 2013 – New York City, Nowy Jork, USA – Madison Square Garden
15. 6 grudnia 2013 – Moskwa, Rosja – Crocus City Hall
16. 7 grudnia 2013 – Kazań, Rosja – TatNeft Arena
17. 9 grudnia 2013 – Paryż, Francja – Olympia
18. 10 grudnia 2013 – Paryż, Francja – Olympia
19. 11 grudnia 2013 – Paryż, Francja – Olympia
20. 13 grudnia 2013 – Sztokholm, Szwecja – Friends Arena
21. 14 grudnia 2013 – Oslo, Norwegia – Spektrum
22. 16 grudnia 2013 – Bruksela, Belgia – Brussels Expo
23. 18 grudnia 2013 – Praga, Czechy – O2 Arena
24. 19 grudnia 2013 – Kaunas, Litwa – Žalgiris Arena
25. 1 lutego 2014 – Youngstown, Ohio, USA – Covelli Centre
26. 3 lutego 2014 – London, Kanada – Budweiser Gardens
27. 5 lutego 2014 – Montreal, Kanada – Bell Centre
28. 6 lutego 2014 – Toronto, Kanada – Air Canada Centre
29. 8 lutego 2014 – Hamilton, Kanada – Copps Coliseum
30. 12 lutego 2014 – Oshawa, Kanada – General Motors Centre
31. 13 lutego 2014 – Ottawa, Kanada – Canadian Tire Centre
32. 15 lutego 2014 – Quito, Ekwador – Arena Paseo San Francisco
33. 19 lutego 2014 – Rio de Janeiro, Brazylia – HSBC Arena
34. 21 lutego 2014 – Goiânia, Brazylia – Goiânia Arena
35. 22 lutego 2014 – Salwador, Brazylia – Itaipava Arena Fonte Nova
36. 26 lutego 2014 – Fortaleza, Brazylia – Castelão
37. 28 lutego 2014 – La Romana, Dominikana – Altos de Chavón